# Plat, Rogaška Slatina
Plat este o localitate din comuna Rogaška Slatina, Slovenia, cu o populație de 84 de locuitori.